# Angel Guaraca
Ángel Guaraca (Guamote, Chimborazo, 11 de febrero de 1975) es un cantante, compositor y productor musical ecuatoriano, también conocido como El Indio Cantor de América.

## Biografía
Ángel Medardo Guaraca Baño, nace en la comunidad de Santa Rosa de Guadalupe en el cantón Guamote Provincia de Chimborazo en Ecuador el 11 de febrero de 1975. Hijo de Francisco Guaraca y María Nicolasa Baño, de origen muy humilde donde la principal fuente de ingresos era la agricultura, pero con el talento nato de sus antepasados por la música.

## La Carrera de la música
Ángel Guaraca se perfeccionó en la guitarra. De muchacho, cuando cumplía con sus estudios secundarios, formó su propio grupo folklórico con el nombre de Jaway, que significa “voz y fuerza de la naturaleza”, llevando el papel de director. En el grupo, para más confianza, Ángel reclutó a sus familiares, a sus dos tíos Manuel y Alejandro, su hermano Juan Leo, su primo José Guaraca y, para el complemento, seleccionó a sus amigos y compañeros más cercanos de estudios.

En sus inicios musicales en el año 1997 graba su primer casete de 60 minutos en una grabadora casera titulado como "El Solista Ángel Guaraca Canta" junto a su grupo de amigos que conformaron el grupo musical "Los Libertadores del Ecuador", entre los éxitos más sonados destacan: "Tia María, Tia Lucrecia, Angelito Kani", que años después serían temas destacados en su repertorio musical.

Ángel Guaraca en su afán y gusto por la música andina Quichua, viaja por las provincias del Ecuador visitando plazas y mercados cantando y vendiendo casetes, en la actualidad estos casetes son muy apreciados por los coleccionistas de la música ecuatoriana ya que se han ido perdiendo con el tiempo. Al ser conocido y admirado por su talento, el mismo año se ausentó del país dirigiéndose a México, donde recibió cursos en escuelas de música norteña, consiguió amigos y maestros que lo ayudaron a superar en la composición de letras y músicas. A su regreso recibió varias propuestas de casas disqueras y productores fonográficos, pero Guaraca dio preferencia a Producciones Zapata.

## Primeros Discos
En el año 1998 lanza su primer disco oficial con el apoyo de Producciones Zapata titulado "Y comienza la Fiesta" bajo el pseudónimo "El Pesado del Ritmo". Un año después con la misma productora saca su segundo volumen titulado "Y seguimos de Fiesta" con el pseudónimo "El relámpago del siglo", y adicional un sencillo titulado "El Indio Cantor de América". La productora música Latitud Cero, también graba con Ángel Guaraca el disco compacto denominado "El Guaracazo" con canciones en Quichua remasterizadas del primer casete de 60 minutos en 1998. En total fueron tres discos compactos para producciones Zapata y uno para Latitud Cero.

Según el portal web, Ángel Guaraca en el 2000, luego de haber vivido “desacuerdos, malos tratos y anomalías con aquellas productoras”, se retira y crea su propia empresa. Tomando su apellido da vida a Producciones Guaraca Internacional.

## Producciones Guaraca Internacional
En el año 1999 Ángel Guaraca produce bajo su autoría 10 sencillos en idioma Quichua, con los siguientes títulos:
1. Angelito Kani (Soy)
2. Tia Lucrecia
3. Tia María
4. Tía Alicia
5. Nancita
6. Karu Llakta (Me voy Lejos)
7. Ishki Laya (Dos Formas)
8. Taruga (La venada)
9. Rocio
10. Kuri Sisa (Flor de Oro)

Con estos sencillos produjo sus primeros videos musicales muy representativos que muestran los paisajes ecuatorianos como Ibarra, Otavalo, Ingapirca, Chimborazo, etc, ahora con el pseudónimo definitivo "El Indio Cantor de América".

Cristalizó uno de sus sueños: invirtió sus ahorros para establecerse en la ciudad de Quito junto a domicilio, su oficina y almacén de venta de compactos originales. Su productora fue bien equipada, con sala de grabación de audio y video. Se afilió a la Cámara de Comercio de Pichincha, y desde aquel año hasta el día de hoy todas sus producciones musicales y audiovisuales están bajo su producción y autoría, también a catapultado a varios artistas ecuatorianos como, Mónica Zarate, Gloria Gómez, etc.

Guaraca Internacional hoy es una empresa constituida legalmente en sociedad civil y comercial, que tiene por objeto difundir el arte musical a nivel nacional e internacional por medio de artistas exclusivos.

## Volumen 5 y 6
Ahora bajo la tutela de Producciones Guaraca, Ángel Lanza en el año 2005 su quinto volumen titulado "El Embajador de la Música Ecuatoriana". Y en el año 2006 su sexto volumen "El Rey de la Música Nacional". La mayoría temas inéditos de su autoría, adicionalmente estas producciones lo condecoran con el Disco de Oro otorgado por la Asociación de Artistas ecuatorianos, ya que contaba con más de 5000 discos compactos vendidos, aunque se presume que fueron muchos más ya que la piratería maximizaban esta producción.

## Accidente de tránsito
En el año 2009 Ángel Guaraca sufrió un accidente de Tránsito en la noche del martes 24 de Febrero al regresar  hacia Guamote de una presentación en Babahoyo.

El percance ocurrió  en el sector de El Tablón en Pallatanga, provincia de Chimborazo, luego de que el conductor  de la camioneta doble cabina en la que se transportaba el artista, junto con  un familiar, su secretaria y sonidista, perdiera el control, lo que ocasionó que  el vehículo rodara 300 metros y cayera  a una quebrada.

## Ritmos Musicales Producidos
Ángel Guaraca ha producido más de 150 canciones a lo largo de su trayectoria musical, entre sus ritmos más reconocidos están: Sanjuanito, Pasacalle, Cumbia, Música Chica, Albazo y su creación personal Ritmo Guaraca.

## Discografía
En el año 2009, luego de su accidente, lanza su séptima producción titulada "CD de Oro", en homenaje a su primer CD de Oro mencionado anteriormente, a continuación se enlista sus siguientes proyectos musicales:
- 2011: Volumen 8 "Me enamoré"
- 2013: Volumen 9 "El Padrino"
- 2015: Volumen 10 "Cuando seas mi Ex"
- 2022: Volumen 11 "Camino Largo" (Sencillo)

## Vida personal
En el año 2019 contrae matrimonio con su actual pareja Saywa.